# Nederlands kampioenschap shorttrack 2003
Het Nederlands Kampioenschap Shorttrack 2003 werd gehouden in Heerenveen.
Titelverdedigers waren Dave Versteeg en Anouk Wiegers. Versteeg werd tweede en raakte zijn titel kwijt aan Cees Juffermans, Wiegers raakte haar titel kwijt aan Melanie de Lange.
|                    | 1                   | 2                    | 3                      |
| ------------------ | ------------------- | -------------------- | ---------------------- |
| Heren              | Cees Juffermans     | Dave Versteeg        | Robbert Kees Boer      |
| Dames              | Melanie de Lange    | Mariëlle Lootsma     | Liesbeth Mau-Asam      |
| Jongens Junioren B | Roderick Oosten     | Mathijs Ykema        | Diederik van der Steen |
| Meisjes Junioren B | Sanne van Kerkhof   | Margriet de Schutter | Liesbeth Wildenberg    |
| Jongens Junioren C | Jorrit Oosten       | Freek van der Wart   | Kevin Mouthaan         |
| Meisjes Junioren C | Marleen Pot         | Mayon Kuipers        | Lisanne Huisman        |
| Aflossing Heren    | Gewest Zuid-Holland | Trias Leeuwarden A   | Trias Leeuwarden B     |
| Aflossing Dames    | IHCL                | Gewest Friesland     | Gewest Zuid-Holland    |